# Elènia verdosa
L'elènia verdosa (Myiopagis viridicata) és una espècie d'ocell de la família dels tirànids (Tyrannidae).

## Hàbitat i distribució
Viu als clars del bosc i bosc obert de les terres baixes fins als 1500 m, des de Mèxic a Nayarit, Durango, San Luis Potosí i sud de Tamaulipas cap al sud a la llarga d'ambdues vessants, incloent les illes Marías i la Península de Yucatán, fins Panamà, incloent les illes Coiba i Pearl, i des de Colòmbia i Veneçuela, cap al sud, per l'oest dels Andes, fins l'oest de l'Equador, incloent l'illa Puná. Localment al sud-est del Perú, Bolívia, nord-oest i nord-est de l'Argentina, Paraguai i sud, est i sud-est del Brasil.